# Guzmania inexpectata
Guzmania inexpectata es una especie de planta fanerógama en la familia Bromeliaceae. Es endémica de Ecuador.  Su hábitat natural son los bosques húmedos bajos subtropicales o tropicales. Está amenazada por pérdida de hábitat.

## Taxonomía
Guzmania inexpectata fue descrita por Harry E. Luther y publicado en Journal of the Bromeliad Society 44(1): 30–31, f. 19. 1994.
Etimología
Guzmania: nombre genérico otorgado en honor del farmacéutico español Anastasio Guzmán, que también fue un coleccionista de objetos de historia natural.